# 프란시스퀴스 실비우스

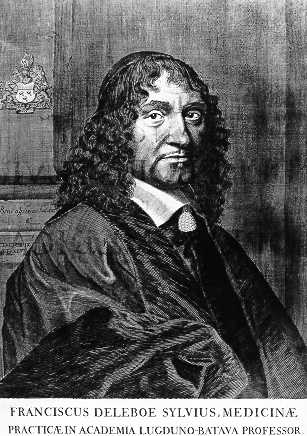

프란시스퀴스 실비우스(Franciscus Sylvius, 1614년 3월 15일 – 1672년 11월 19일)는 네덜란드의 화학의학파의 거두이자 임상의학자이다.
그의 설은 식물은 위와 장에서 여러 가지 분비액(타액, 담즙 등)과 혼합되어 '발효(생체의 화학적 변화)'로 유미가 생겨서 이것이 흉관(胸管)을 거쳐 피를 액에 섞어 심장을 통하여 전신에 보내진다. 발효에 의하여 발생한 산성물질과 알칼리 물질이 피 가운데서 적당히 혼합되고 있을 때에는 건강하며 그렇지 않을 때에는 병이라고 한다.

## 같이 보기
- 대뇌수도관